# Малая конституция 1947 года
Малая Конституция 1947 года (пол. Mała Konstytucja z 1947) — временная Конституция Республики Польша, действовавшая в 1947—1952. Подтвердила практику разделения властей и укрепила Сейм. Поправки в Малую конституцию вносились в 1949, 1950 и 1951 годах. Малой конституцией признавались некоторые статьи Конституции 1921 года и Манифест польского комитета национального освобождения (1944), в то время как Конституция 1935 г. была признана недействительной как фашистская. В 1952 году на смену Малой конституции пришла Конституция Польской Народной Республики.